# Tornike Kvitiya
Tornike Gelayevich Kvitiya (tiếng Nga: Торнике Гелаевич Квития; sinh ngày 17 tháng 4 năm 1992) là một cầu thủ bóng đá người Nga thi đấu cho FC Kolomna.

## Sự nghiệp câu lạc bộ
Anh có màn ra mắt tại Giải bóng đá chuyên nghiệp quốc gia Nga cho FC Kolomna vào ngày 28 tháng 7 năm 2016 trong trận đấu với SFC CRFSO Smolensk.